# La Balma (Cercs)
La Balma és una obra del municipi de Cercs (Berguedà) inclosa en l'Inventari del Patrimoni Arquitectònic de Catalunya.

## Descripció
Es tracta d'un edifici de planta baixa i dos pisos, adossada longitudinalment al davant d'una roca que li serveix de paret posterior i en determina la seva composició volumètrica. Es diferencien tres cossos constructius adaptats al relleu amb un aparell de pedra mitjana arrebossada i reforçada amb carreus de pedra grossa i polida a les cantonades. Conserva un arc adovellat d'accés al pati a la part lateral de la casa. Obertures disposades irregularment a la façana. La teulada és a una sola vessant paral·lela al relleu de la roca.
A prop de la casa es conserva en molt bon estat el cobert/pallissa d'aquesta. Presenta una construcció molt sòlida i de grans dimensions amb aparell de maçoneria i cantonades en pedra. És format per dos nivells amb suport de columna central. Teulada a doble pendent i obertures laterals al pis superior. Conserva en bon estat el terra original de fusta del primer pis. Accés al primer nivell a través d'escala exterior en fusta.

## Història
L'establiment d'un assentament humà en aquest indret cal situar-lo en el període alt medieval, segurament a partir del segle ix, en que és força freqüent aquest tipus d'hàbitat adossat a la roca. En època baix medieval aquests primitius masos van ser ampliats i enlairats fins a dos pisos, en el cas de la casa de La Balma es poden observar perfectament aquestes notables reformes i ampliacions. Una segona ampliació a ressaltar té ja característiques més modernes i cal situar-la en el segle xviii, donant-li l'aspecte exterior actual de la casa. Va deixar d'estar habitada de forma regular fa aproximadament 20 anys.